# Ogólna Rada Ukraińska
Ogólna Rada Ukraińska ukr. Загальна Українська Рада,  Zahalna Ukrajinśka Rada, (ZUR), również Powszechna Rada Ukraińska – ukraińska międzypartyjna organizacja, utworzona w Wiedniu 5 maja 1915 przez poszerzenie Głównej Rady Ukraińskiej o przedstawicieli Ukrainy Naddnieprzańskiej.
Po zajęciu we wrześniu 1914 Lwowa i większości Galicji Wschodniej przez armię rosyjską, ukraińskie organizacje polityczne z Galicji przeniosły się do Wiednia, tworząc tam Ogólną Radę Ukraińską. W jej skład wchodziło 24 przedstawicieli z Galicji (w tym większość z Ukraińskiej Partii Narodowo-Demokratycznej (UNDP), część z Ukraińskiej Partii Radykalnej (URP), i 1 z Ukraińskiej Partii Socjal-Demokratycznej (USDP)), 7 z Bukowiny (5 z UNDP, 1 z USDP, 1 z UNP), i 3 delegatów Związku Wyzwolenia Ukrainy, jako przedstawicieli Ukrainy Naddnieprzańskiej.
Przewodniczącym Rady został Kost Łewycki, a wiceprzewodniczącymi Mykoła Wasylko, Lew Baczynskyj (zmieniony później przez Jarosława Wesołowśkiego) i Mykoła Hankewycz (zmieniony później przez Wołodymyra Temnyckiego). Członkiem prezydium był Ołeksandr Skoropys-Jołtuchowśkyj (zmieniony później przez Markijana Melenewśkiego), a sekretarzem prezydium Wołodymyr Temnyckyj. Specjalnymi doradcami prezydium byli: Jewhen Ołesnycki, Stepan Rudnyćkyj, Stepan Tomasziwskyj, Stanisław Dnistrianski i Longyn Cehelski.
Celem Rady było utworzenie wolnego państwa ukraińskiego nad Dnieprem i odrębnego autonomicznego na terenie Galicji Wschodniej. Akt 5 listopada proklamujący powołanie Królestwa Polskiego i potwierdzający autonomię Galicji podważył pozycję Rady.